# Бирјусинск
Бирјусинск (рус. Бирюсинск) град је у Русији у Иркутској области. Према попису становништва из 2010. у граду је живело 8981 становника.

## Становништво
| 1939. | 1959.  | 1970.  | 1979.  | 1989.  | 2002.  | 2010. |
| ----- | ------ | ------ | ------ | ------ | ------ | ----- |
| 5.386 | 13.284 | 13.461 | 12.676 | 12.066 | 10.004 | 8.981 |